# Rosa Kellner

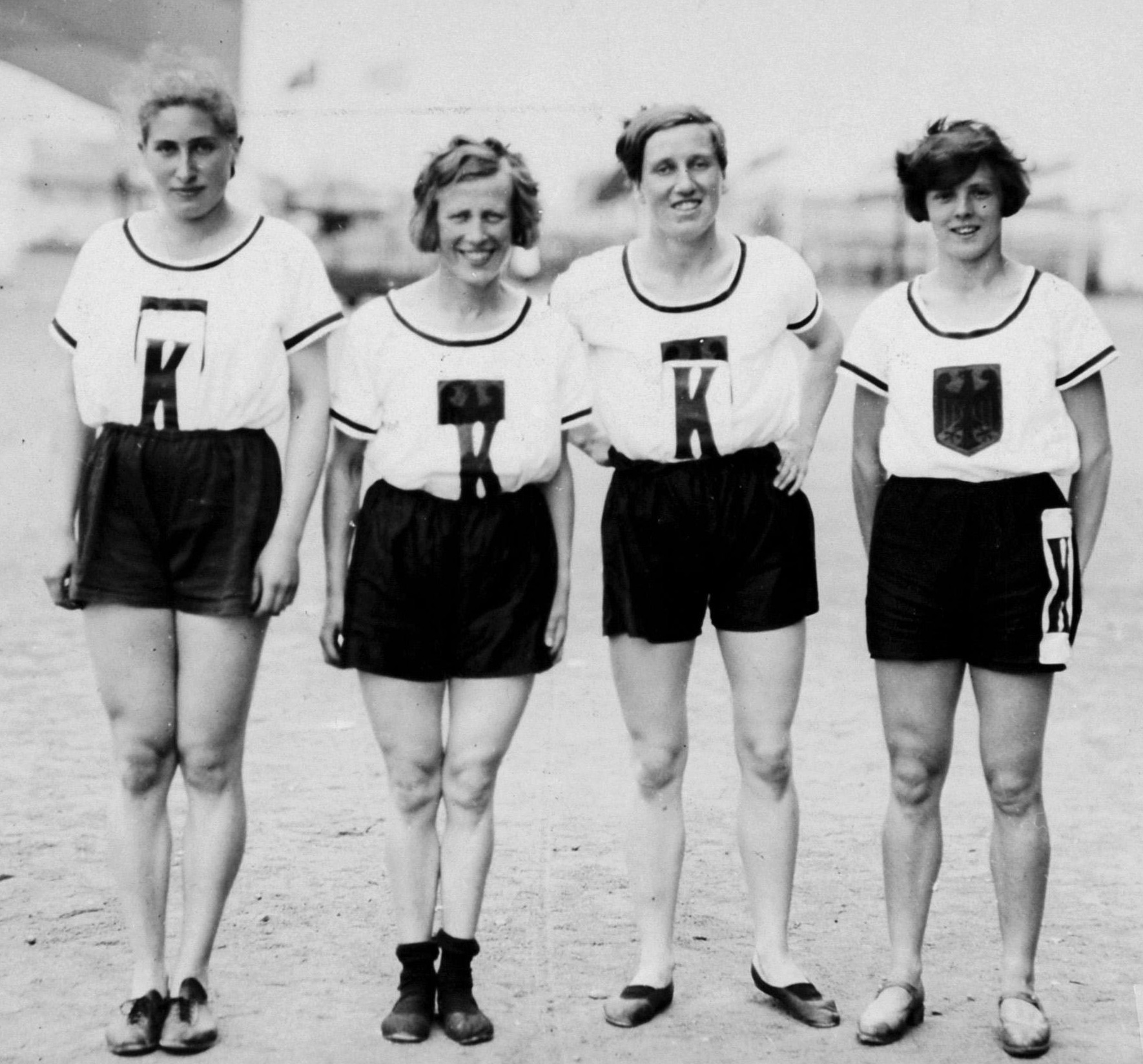
Deutsche 4-mal-100-Meter-Staffel der Damen bei den Olympischen Spielen 1928 (Bronzemedaille)

Rosa Kellner verh. Schimpfauer (* 21. Januar 1910 in München; † 13. Dezember 1984 ebenda) war eine deutsche Sprinterin.

## Leben
Bei den Deutschen Meisterschaften gewann sie im 100-Meter-Lauf 1927 die Bronzemedaille sowie 1929 und 1931 die Silbermedaille. Mit der 4-mal-100-Meter-Staffel des TSV 1860 München gewann sie 1928, 1929 und 1930 die deutsche Meisterschaft, 1931 die Vizemeisterschaft und 1926 den dritten Platz.
Bei den Olympischen Spielen 1928 in Amsterdam gewann sie die Mannschaftsbronzemedaille im 4-mal-100-Meter-Staffel zusammen mit ihren Teamkolleginnen Leni Schmidt, Anni Holdmann und Leni Junker, hinter dem Team aus Kanada (Gold) und dem Team aus den Vereinigten Staaten (Silber).
Die Münchener Sprinterin startete auch bei den Frauen-Weltspielen 1930. Während sie da im 60-Meter-Lauf als Sechste im Finale leer ausging, konnte sie sich mit der 4-mal-100-Meter-Staffel (es war die ihres Vereins mit Luise Holzner, Agathe Karrer, Rosa Kellner und Lisa Gelius) die Goldmedaille holen.
Kellner startete für den TSV 1860 München. Während ihrer Wettkampfzeit war sie 1,61 m groß und wog 53 kg.